# Sonnleiten, Knežova
Sonnleiten je naselje v Občini Knežova v Okraju Trg na Koroškem v Avstriji.